# Thylamys pallidior
Thylamys pallidior és una espècie d'opòssum de la família dels didèlfids. Viu a l'Argentina i Bolívia.